# Jordan Kyros
Jordan Kyros (* 24. Februar 1992 in Perth) ist ein australischer Eishockeyspieler, der seit 2012 bei Perth Thunder in der Australian Ice Hockey League unter Vertrag steht.   

## Karriere
Jordan Kyros begann seine Karriere als Eishockeyspieler bei den West Coast Flyers in der WASL, einer australischen Juniorenliga. Von 2009 bis 2013 spielte er im Südhalbkugelsommer, also um den jeweiligen Jahreswechsel, für verschiedene finnische Klubs in dortigen Jugendklassen. 2012 wurde er von Toronto Canada Moose beim Draft der Greater Metropolitan Hockey League in der 6. Runde als insgesamt 81. Spieler gezogen,  wechselte aber nicht nach Kanada. In der Spielzeit 2012 debütierte er in der Australian Ice Hockey League für Perth Thunder, wo er seither spielt.

### International
Im Juniorenbereich nahm Kyros für Australien an den U18-Weltmeisterschaften der Division III 2009 und der Division II 2010 sowie den U20-Weltmeisterschaften 2011 und 2012 in der Division II teil. 
Für die Herren-Nationalmannschaft stand er erstmals bei der Weltmeisterschaft 2011 in der Division I auf dem Eis, musste aber den Abstieg hinnehmen. Anschließend spielte er bei den Weltmeisterschaften der Division II 2013, 2015 und 2016 mit.

## Erfolge und Auszeichnungen
- 2009 Aufstieg in die Division II bei der U18-Weltmeisterschaft der Division III, Gruppe A
- 2016 Aufstieg in die Division II, Gruppe A, bei der Weltmeisterschaft der Division II, Gruppe B

## AIHL-Statistik
(Stand: Ende der Saison 2017)